# СКИФ Аврора

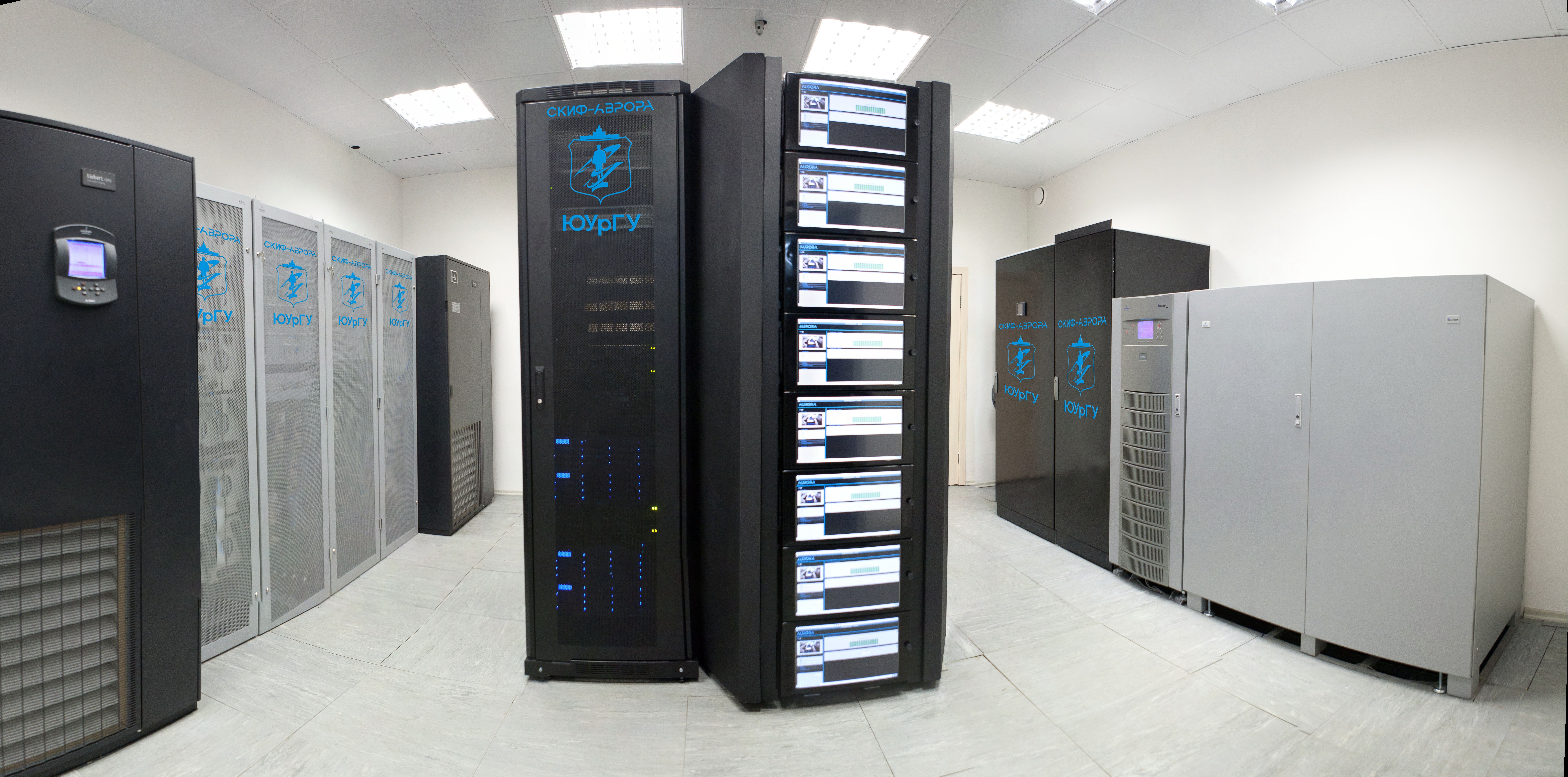
Фотография суперкомпьютера "СКИФ-Аврора ЮУрГУ", установленного в Южно-Уральского государственном университете, г. Челябинск

СКИФ Аврора — семейство суперкомпьютеров, 4-е поколение комплексов, разрабатываемое в рамках программы СКИФ. Частично разработано в России (используются зарубежные микросхемы, но изготовлена системная плата, шасси, система охлаждения, сеть передачи данных). Отличается широким использованием прямого жидкостного охлаждения, вентиляторов в системе нет. Кроме того, в размере 1 стойки на тестах HPL для списка Top500 показал высокую эффективность в 90-91%. Использует разработанную в России (ИПС РАН, НИЦЭВТ) высокопроизводительную сеть с топологией трёхмерного тора (6x10 Гбит/с), в дополнение к которой используется сеть Infiniband QDR (40 Гбит/с).
Установленные компьютеры:
- «СКИФ Аврора ЮУрГУ», Челябинск, 24 ТФлопс; 

  - Обновлен до 117 ТФлопс в 2011 году[5]

## Устройство
Блейд-модуль
- 2 x Intel Xeon X5680 (Gulftown, 6 ядер по 3.33 GHz)
- чипсет Intel 5500
- ПЛИС Altera Stratix IV EP4SGX230 в качестве контроллера сети тор и ускорителя[3]
- от 12 до 24 Гб ОЗУ DDR3-1333
- SSD, 80 Гб Intel X-18M (SSDSA1MH080G201)
- 270 Вт потребления
- 93,7 ГФлопс на блейд

Шасси 6 RU
- 16 блейд-модулей = 32 процессора = 128 ядер
- Встроенный коммутатор Infiniband QDR 4x, 16 портов внутренних и 20 портов внешних
- 4,3 кВт потребления (оценка)
- 1,5 ТФлопс на шасси

Стойка 48 RU — до 8 шасси с одной стороны стойки, допускается использование двухсторонних стоек
- 128 блейд-модулей = 256 процессоров = 1024 ядер на каждую сторону стойки
- 12 ТФлопс на одностороннюю стойку, 24 на двухстороннюю

Стоимость системы на 24 ТФлопс в ЮУрГУ составила, согласно пресс-релизам, 80 млн руб. Данная система заняла 452 строку в 34м списке Top500 суперкомпьютеров мира от ноября 2009 года

### Обновление 2011
После обновления в 2011 году суперкомпьютер получил 8832 вычислительных ядра, 9 ТБ ОЗУ, 108 ТБ SSD. Процессоры были заменены на Xeon x5680 (3.33 ГГц). Производительность составила 100,4 ТФлопс, пиковая 117 ТФлопс (эффективность 85 %). СуперЭВМ заняла 3 место в Топ-50 суперкомпьютеров СНГ и 87 в TOP500 (06/2011), в котором находилась до июня 2013 включительно. На смену ему в ЮУрГУ был установлен «РСК Торнадо ЮУрГУ»